# Машкин, Анатолий Григорьевич
Анатолий Григорьевич Машкин — советский военный лётчик и военачальник, генерал-лейтенант авиации, советский ас Великой Отечественной войны, одержавший 7 личных побед .

## Биография
Родился в 1922 году в деревне Большая Ивановская. Член КПСС.
С 1940 года — на военной службе, общественной и политической работе.
В 1940—1945 годах — рядовой лётчик, командир звена, заместитель командира эскадрильи в составе 20-го ИАП/139-го Гвардейского ИАП.

### Великая Отечественная война
На фронтах Великой Отечественной войны с января 1943 года в звании сержанта.
Всю войну прослужил в составе 20-го ИАП/139-го Гвардейского ИАП, пилотировал истребители Як-1 и Як-9.
В марте 1943 года был дважды сбит (с утратой самолётов), но остался невредим.
В феврале 1944 года был сбит и тяжело ранен, но смог посадить самолёт на фюзеляж в стороне от взлётно-посадочной полосы аэродрома базирования.
Зимой и весной 1945 года на 3-м белорусском фронте Машкин пилотировал истребитель ЯК-9У с бортовым номером № 20. Самолёт был окрашен в стандартные для тех лет оттенки защитного серого цвета по бокам и сверху, а снизу — в светло-голубой цвет. Специальный знак в виде молнии обозначал принадлежность к 303-й истребительной авиационной дивизии.
За время войны сбил 7 самолётов противника лично и 3 самолёта — в составе группы:
- 06 мая 1943 года в районе аэродрома Сеща сбил ФВ-190 в составе группы[1][2];
- 17 июля 1943 года южнее станции Нарышкино сбил ФВ-190[1];
- 1 сентября 1943 года в районе населённого пункта Дубасище сбил Ме-109[1];
- 13 октября 1943 года в районе населённого пункта Цыбульская сбил два ФВ-190[1];
- 23 октября 1943 года в районе населённого пункта Шибаны сбил ФВ-190 в составе группы[1];
- 6 ноября 1943 года в районе населённого пункта Лобаны сбил Ю-87 в составе группы[1];
- 23 октября 1944 года в районе населённого пункта Вильгельмсберг сбил ФВ-190[1];
- 14 января 1945 года в районе населённого пункта Гумбиннен сбил ФВ-190[1];
- 12 апреля 1945 года в районе аэродрома Нойендорф сбил ФВ-190[1][5].

По состоянию на 28 марта 1945 года Машкин совершил 182 боевых вылета.
За годы войны получил следующие государственные награды:
- 29 июля 1943 года приказом № 36/н по 1-й воздушной армии был награждён орденом Красной Звезды[6], награда была вручена 15 августа 1943 года[7][8][9];
- 11 декабря 1943 года приказом № 77/н по 1-й воздушной армии был награждён орденом Красного Знамени[7], награда была вручена 30 декабря 1943 года[8][9];
- 6 ноября 1944 года приказом № 76/н по 1-й воздушной армии был награждён орденом Отечественной войны I степени[8], награда была вручена 7 ноября 1944 года[9];
- 19 апреля 1945 года приказом № 41/н по 1-й воздушной армии был награждён орденом Александра Невского[9];

### После войны
- 13 октября 1945 года была вручена Медаль «За взятие Кенигсберга»[10];
- Был награждён медалью «За победу над Германией в Великой Отечественной войне 1941—1945 гг.»[11].

В 1945—1985 годах заместитель командира эскадрильи в составе 139-го Гвардейского ИАП, на командных должностях в Военно-воздушных силах СССР.
Был заместителем по политчасти Центральной Инспекции безопасности полётов авиации Вооружённых Сил СССР. В 1977 году участвовал в роли генерала-посредника в ходе масштабных войсковых учений армий стран Варшавского договора.
Делегат XXIII и XXV съездов КПСС.
Умер в Москве в 1997 году.